# アウグスト・ベック

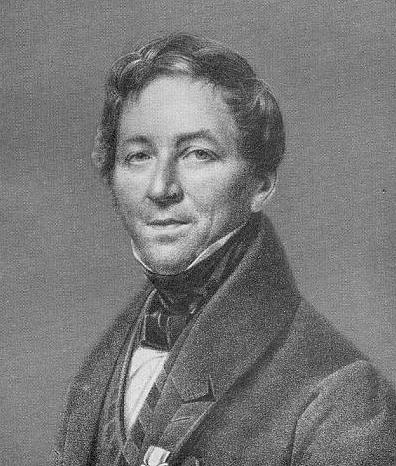
アウグスト・ベック

アウグスト・ベック（ベーク、August Boeckh または Böckh [bøːk], 1785年11月24日 - 1867年8月3日）はドイツの古典文献学者、歴史家。

## 生涯
カールスルーエ生まれ。地元のギムナジウムを卒業後、ハレ大学で最初は神学を学ぶが、フリードリヒ・アウグスト・ヴォルフの影響を受けて文献学に転じた。1806年に古代ギリシア音楽についての論文 Commentatio in Platonis qui vulgo fertur Minoem によって博士号を取得、同じころにフリードリヒ・シュライエルマッヘルのセミナーにも出席している。1807年にハイデルベルク大学で学業を終えるとともに文献学の准教授に任命され、2年後には正教授に昇進した。この頃の友人にはドイツ民謡を発見したクレメンス・ブレンターノ、ルートヴィヒ・ヨアヒム・フォン・アルニム、ジャーナリストのヨーゼフ・フォン・ゲーレスなどがいる。ベックの講義はヴォルフの先例をうけた、文献学だけにこだわらない百科全書的なものであり、彼の名声は急速に広がった。1811年からはベルリン大学で教授として勤め、1814年に文献学のゼミナールを設立し、プロイセン王立科学アカデミーの設立にたずさわった。

## 業績
ベックの研究範囲はギリシア経済史、貨幣と碑文の研究である。ベックはラウレイオン銀山を研究主題にし、ギリシアの人口計算を行い、度量衡を調べた。彼の講義はジョン・アクトン、ヨハン・グスタフ・ドロイゼン、ジョージ・バンクロフト、カール・リヒャルト・レプシウスによって聴講され、その文献学方法論は日本の芳賀矢一によって紹介された。ベックの功績は古典文献学を歴史科学にまで高めたことにある。しかし文献学について言語を重視して政治学・芸術・宗教や哲学と関連づけることに反対するゴットフリート・ヘルマンのような学者からは、ベックの碑文解釈はあまりに直観的で誤謬も多いと批判された。

## 著作
- 『ピンダロス』Pindari opera quae supersunt（1811 - 1821年、全2巻）
- 『アテナイ人の財政』Die Staatshaushaltung der Athener（1817年）
- 『フィロラオス』Philolaos（1819年）
- 『古代の度量衡計算について』Metrologische Untersuchungen über Gewichte, Münzfuße und Maße des Altertums（1838年）
- 『アテナイ国家の海軍事務について』Urkunden über das Seewesen des attischen Staats（1851 - 1852年）
- 『文献学的諸科学の百科全書および方法論』Enzyklopädie und Methodologie der philologischen Wissenschaften（1877年）安酸敏真訳, アウグスト・ベーク『解釈学と批判―古典文献学の精髄』2014
- 『ギリシア碑文集成』Corpus Inscriptionum Graecarum（1828 - 1843年、全2巻）